# Grande Prêmio de Abu Dhabi de 2023
O Grande Prêmio de Abu Dhabi de 2023 (formalmente denominado Formula 1 Etihad Airways Abu Dhabi Grand Prix 2023) foi a vigésima segunda e ultima etapa do Campeonato Mundial de Fórmula 1 de 2023. Disputado em 26 de novembro de 2023 no Circuito de Yas Marina, Yas, Emirados Árabes Unidos.

## Resumo

### Treino Livres
No primeiro treino livre George Russell estabeleceu o tempo mais rápido. Felipe Drugovich, reserva da Aston Martin, foi o segundo piloto mais rápido na pista.
Na segunda sessão dos treinos livres Charles Leclerc foi o piloto mais rápido.
No terceiro treino livre George Russell estabeleceu o tempo mais rápido. Max Verstappen estabeleceu o terceiro tempo mais rápido.

### Qualificação
Já na qualificação Max Verstappen foi o piloto mais rápido, e conquistou assim a pole position. Charles Leclerc e Oscar Piastri estabeleceram, respectivamente, o segundo e terceiro tempo mais rápido.

### Corrida
Max Verstappen largou da posição de honra, com Charles Leclerc e Oscar Piastri atrás dele.
Na volta 11 Russell avançou para a terceira posição após ultrapassar Piastri.
Na última volta Pérez ultrapassou Leclerc e avançou para a segunda posição.
Max Verstappen venceu o GP de Abu Dhabi, o ultimo GP do ano, e conquistou sua décima nona vitória da temporada de 2023. Sergio Pérez terminou em segundo lugar, mas recebeu uma penalidade de 5 segundos e caiu para 4° lugar. Em consequência o segundo lugar foi transferido para o terceiro colocado Charles Leclerc e George Russell subiu para o terceiro lugar. Seu companheiro de equipe Lewis Hamilton terminou em nono lugar e junto com terceiro lugar de Russel resultou no segundo lugar da Mercedes na Classificação do Campeonato de Construtores.

## Resultados

### Treino classificatório
| Pos.                | No. | Driver           | Constructor           | Qualifying times | Qualifying times | Qualifying times | Final grid |
| Pos.                | No. | Driver           | Constructor           | Q1               | Q2               | Q3               | Final grid |
| ------------------- | --- | ---------------- | --------------------- | ---------------- | ---------------- | ---------------- | ---------- |
| 1                   | 1   | Max Verstappen   | Red Bull Racing-Honda | 1:24.160         | 1:23.740         | 1:23.445         | 1          |
| 2                   | 16  | Charles Leclerc  | Ferrari               | 1:24.459         | 1:23.969         | 1:23.584         | 2          |
| 3                   | 81  | Oscar Piastri    | McLaren-Mercedes      | 1:24.487         | 1:24.278         | 1:23.782         | 3          |
| 4                   | 63  | George Russell   | Mercedes              | 1:24.337         | 1:24.013         | 1:23.788         | 4          |
| 5                   | 4   | Lando Norris     | McLaren-Mercedes      | 1:24.368         | 1:23.920         | 1:23.816         | 5          |
| 6                   | 22  | Yuki Tsunoda     | AlphaTauri-Honda      | 1:24.286         | 1:24.207         | 1:23.969         | 6          |
| 7                   | 14  | Fernando Alonso  | Aston Martin-Mercedes | 1:24.501         | 1:24.131         | 1:24.084         | 7          |
| 8                   | 27  | Nico Hülkenberg  | Haas-Ferrari          | 1:24.425         | 1:24.213         | 1:24.108         | 8          |
| 9                   | 11  | Sergio Pérez     | Red Bull Racing-Honda | 1:24.209         | 1:24.116         | 1:24.171         | 9          |
| 10                  | 10  | Pierre Gasly     | Alpine-Renault        | 1:24.600         | 1:24.078         | 1:24.548         | 10         |
| 11                  | 44  | Lewis Hamilton   | Mercedes              | 1:24.437         | 1:24.359         | N/A              | 11         |
| 12                  | 31  | Esteban Ocon     | Alpine-Renault        | 1:24.565         | 1:24.391         | N/A              | 12         |
| 13                  | 18  | Lance Stroll     | Aston Martin-Mercedes | 1:24.405         | 1:24.422         | N/A              | 13         |
| 14                  | 23  | Alexander Albon  | Williams-Mercedes     | 1:24.298         | 1:24.439         | N/A              | 14         |
| 15                  | 3   | Daniel Ricciardo | AlphaTauri-Honda      | 1:24.461         | 1:24.442         | N/A              | 15         |
| 16                  | 55  | Carlos Sainz Jr. | Ferrari               | 1:24.738         | N/A              | N/A              | 16         |
| 17                  | 20  | Kevin Magnussen  | Haas-Ferrari          | 1:24.764         | N/A              | N/A              | 17         |
| 18                  | 77  | Valtteri Bottas  | Alfa Romeo-Ferrari    | 1:24.788         | N/A              | N/A              | 18         |
| 19                  | 24  | Zhou Guanyu      | Alfa Romeo-Ferrari    | 1:25.159         | N/A              | N/A              | 19         |
| 107% time: 1:30.051 |     |                  |                       |                  |                  |                  |            |
| —                   | 2   | Logan Sargeant   | Williams-Mercedes     | No time          | N/A              | N/A              | 201        |
| Source:             |     |                  |                       |                  |                  |                  |            |

Notas
- ↑1  – Logan Sargeant não conseguiu definir um tempo durante a qualificação. Ele foi autorizado a correr a critério dos comissários.[7]

### Corrida
| Pos.                                                                            | No. | Driver           | Constructor           | Laps | Time/Retired      | Grid | Points |
| ------------------------------------------------------------------------------- | --- | ---------------- | --------------------- | ---- | ----------------- | ---- | ------ |
| 1                                                                               | 1   | Max Verstappen   | Red Bull Racing-Honda | 58   | 1:27:02.624       | 1    | 261    |
| 2                                                                               | 16  | Charles Leclerc  | Ferrari               | 58   | +17.993           | 2    | 18     |
| 3                                                                               | 63  | George Russell   | Mercedes              | 58   | +20.328           | 4    | 15     |
| 4                                                                               | 11  | Sergio Pérez     | Red Bull Racing-Honda | 58   | +21.4532          | 9    | 12     |
| 5                                                                               | 4   | Lando Norris     | McLaren-Mercedes      | 58   | +24.284           | 5    | 10     |
| 6                                                                               | 81  | Oscar Piastri    | McLaren-Mercedes      | 58   | +31.487           | 3    | 8      |
| 7                                                                               | 14  | Fernando Alonso  | Aston Martin-Mercedes | 58   | +39.512           | 7    | 6      |
| 8                                                                               | 22  | Yuki Tsunoda     | AlphaTauri-Honda      | 58   | +43.088           | 6    | 4      |
| 9                                                                               | 44  | Lewis Hamilton   | Mercedes              | 58   | +44.424           | 11   | 2      |
| 10                                                                              | 18  | Lance Stroll     | Aston Martin-Mercedes | 58   | +55.632           | 13   | 1      |
| 11                                                                              | 3   | Daniel Ricciardo | AlphaTauri-Honda      | 58   | +56.229           | 15   |        |
| 12                                                                              | 31  | Esteban Ocon     | Alpine-Renault        | 58   | +1:06.373         | 12   |        |
| 13                                                                              | 10  | Pierre Gasly     | Alpine-Renault        | 58   | +1:10.370         | 10   |        |
| 14                                                                              | 23  | Alexander Albon  | Williams-Mercedes     | 58   | +1:13.184         | 14   |        |
| 15                                                                              | 27  | Nico Hülkenberg  | Haas-Ferrari          | 58   | +1:23.696         | 8    |        |
| 16                                                                              | 2   | Logan Sargeant   | Williams-Mercedes     | 58   | +1:27.791         | 20   |        |
| 17                                                                              | 24  | Zhou Guanyu      | Alfa Romeo-Ferrari    | 58   | +1:29.422         | 19   |        |
| 183                                                                             | 55  | Carlos Sainz Jr. | Ferrari               | 57   | Problema no carro | 16   |        |
| 19                                                                              | 77  | Valtteri Bottas  | Alfa Romeo-Ferrari    | 57   | +1 lap            | 18   |        |
| 20                                                                              | 20  | Kevin Magnussen  | Haas-Ferrari          | 57   | +1 lap            | 17   |        |
| Volta Mais Rápida: Max Verstappen (Red Bull Racing-Honda) – 1:26.993 (volta 45) |     |                  |                       |      |                   |      |        |
| Source:                                                                         |     |                  |                       |      |                   |      |        |

Notas
- ↑1  – Inclui um ponto pela volta mais rápida.[9]
- ↑2  – Sergio Pérez terminou em segundo, mas recebeu uma penalidade de cinco segundos por causar uma colisão com Lando Norris.[8]
- ↑3  – Carlos Sainz Jr. foi classificado por ter completado mais de 90% da distância da corrida.[8]

## Tabela do Campeonato após a corrida
|         | Pos. | Driver          | Points |
| ------- | ---- | --------------- | ------ |
|         | 1    | Max Verstappen* | 575    |
|         | 2    | Sergio Pérez    | 285    |
|         | 3    | Lewis Hamilton  | 234    |
| 1       | 4    | Fernando Alonso | 206    |
| 2       | 5    | Charles Leclerc | 206    |
| Source: |      |                 |        |

|         | Pos. | Constructor            | Points |
| ------- | ---- | ---------------------- | ------ |
|         | 1    | Red Bull Racing-Honda* | 860    |
|         | 2    | Mercedes               | 409    |
|         | 3    | Ferrari                | 406    |
|         | 4    | McLaren-Mercedes       | 302    |
|         | 5    | Aston Martin-Mercedes  | 280    |
| Source: |      |                        |        |

- Notas: Apenas as cinco primeiras posições estão incluídas em ambos os conjuntos de classificação.
- Os competidores em negrito e marcados com um asterisco são os campeões mundiais de 2023.